# Carex chiwuana
Carex chiwuana är en halvgräsart som beskrevs av Fa Tsuan Wang, Tang och Pei Chun Qiong Li. Carex chiwuana ingår i släktet starrar, och familjen halvgräs. Inga underarter finns listade i Catalogue of Life.